# شهرستان بوتیناو (داکوتای شمالی)
شهرستان بوتیناو، داکوتای شمالی (به انگلیسی: Bottineau County, North Dakota) یک سکونتگاه مسکونی در ایالات متحده آمریکا است که در داکوتای شمالی واقع شده‌است.

## خصوصیات
شهرستان بوتیناو ۴٬۳۹۷٫۸۲ کیلومترمربع مساحت دارد.